# Анимация в нацистской Германии

Диктор Еврей, а также голос Америки и Британии пророчат освобождение во французском городке перед тем, как его разбомбили американо-британские лётчики.

Мультфильмы, созданные в III рейхе в период с 1933 по 1945 год, часто использовались в пропагандистских целях.

## История
До 1935 года анимационные ролики создавались в основном для рекламы, в частности для конфет или сигарет.
По задумке самих нацистов в стране планировалось создать мощную индустрию мультипликации, которая стала бы крупнее и лучше американской, однако задумка осталась иллюзорной. К разработкам привлекались новые художники и специалисты, которые за основу своих разработок брали диснеевские мультфильмы. Было также решено создать национального героя мультипликации, аналогом которого в Америке выступали Микки Маус или Кот Феликс. В 1934 году крупнейшая киностудия УФА (Universum Film Aktiengesellschaft) поручила Отто Ваффеншмидту создать героя, за основу художник взял старого немецкого сказочного лесного эльфа по имени Тило Восс. Основную студию мультипликации предполагали устроить в Баварии и сотрудники даже начали разработку новых кинолент, однако после окончания войны все работы были принудительно остановлены.
Если пропагандистские военные мультфильмы США и СССР в настоящее время свободно доступны в СМИ и Интернете, то информацию о немецких мультфильмах времён нацистской Германии сложно найти. Несмотря на это, некоторые из них всё-таки доступны в интернете, и хотя далеко не все из них носят пропагандистский характер, в большинстве стран мультфильмы подпадают под статьи уголовных кодексов о расизме, антисемитизме, разжигании межнациональной розни. Мультфильмы создавались классическим методом. На каждом кадре создавали картинку — пантомиму. Практически все мультфильмы создавались уже цветными. Главным отличием в стиле были абсолютно круглые, большие глаза, в то время как в американских мультфильмах они были вытянутые.

## Пропагандистские мультфильмы

### Nimbus libéré

Гуфи — лётчик бомбит французский городок.

Nimbus libéré (русск. «Нимбус освобождённый») — короткометражный пропагандистский, антибританский, антиамериканский, антисемитский мультфильм, выпущенный нацистской Германией для показа на территории оккупированной Франции в 1944 году. Автор и режиссёр мультфильма неизвестны.
Действие происходит на территории оккупированной Франции. Британский диктор-еврей, начиная с фразы «француз говорит с французом», пророчит освобождение Франции, жители с энтузиазмом слушают диктора и обсуждают планы о будущем. Далее налетают американские самолёты, а пилоты — известные диснеевские и американские персонажи, такие как Микки Маус, Дональд Дак, Гуффи, Кот Феликс и Моряк Попай. Диктор-еврей даёт команду бомбить город, всеми любимые персонажи сравнивают с землёй городок, и в конце по уцелевшему радио диктор говорит, что Лондон — друг Франции, и издаёт злодейский смех. На руины садится ангел смерти.

### Мультфильм о Зайце и Люфтваффе

Оса — лётчик атакует Лису

Der Storenfried («Вредитель») — режиссёр и автор — Ханс Хетт, мультфильм снят в Баварии. В Интернете этот мультфильм можно увидеть как фрагмент из документального немецкого кино о мультипликации.
Главный герой — ленивый заяц, который всем мешает. Мать его выгоняет из дома, и тот отправляется учиться в армию. Мультфильм даёт краткий обзор о люфтваффе. Каждый пилот — это оса, которая использует своё жало как бомбардировщик, стрекозы представляют собой пикирующие Ю-87. Вместе армия ос одерживает победу над вредителем — злым лисом и тот убегает. Семья зайцев спасена и ликует.

### Свадьба в Коралловом море

Осьминог-злодей танцует «Казачок»

Hochzeit im Korallenmeer («Свадьба в Коралловом море») — антисоветский цветной мультфильм, снятый в 1944 году. Был снят режиссёром Хорстом фон Мёллендорфом в оккупированной Праге на «Прага-фильм» (бывшей студии «Барандов»). Сюжет мультфильма повествует о жизни двух влюблённых рыбок. Но злой одноглазый осьминог, образ и поведение которого повторяет стереотипные представления о казаках (папаха, красные шаровары, сапоги), похищает рыбку — невесту главного героя (также рыбы). Все рыбы и прочие морские обитатели объединяются против осьминога, чтобы освободить её, и в итоге побеждают. Под образом рыбки подразумевался мир, оккупированный большевиками, который Германия призвана освободить. Большую часть мультфильма занимают вполне «мирные» сцены веселья морских обитателей.

### Деревце, которое хотело другую крону
Vom Bäumlein, das andere Blätter hat gewollt («Деревце, которое хотело другую крону») — короткометражный антисемитский пропагандистский мультфильм, выпущенный в 1940 году на нацистской киностудии Zeichenfilm GmbH.
Снят по одноименному стихотворению немецкого поэта Фридриха Рюккерта. Этот достаточно сентиментальный анимационный фильм представляет собой пример пропаганды антисемитизма. Еврей с большим мешком и бородой крадет золотые листики с бедного спящего деревца, которое, по замыслу создателей, должно вызывать у зрителей сочувствие.

## Мультфильмы Hans Fischerkoesen

Танец насекомых на пластинке

Hans Fischerkoesen была наиболее известной студией в Германии, которая создала ряд качественных мультфильмов. Все мультфильмы без пропаганды и созданы на основе известных немецких сказок, главные герои — животные, мультфильмы все цветные. Студией лично интересовался Геббельс как хорошей возможностью создавать качественные пропагандистские мультфильмы. Однако глава студии Ганс Фишеркёзен был убеждённым антифашистом и категорически отказался от подобного сотрудничества.

### Tattered Melodie
Tattered Melodie («Потрёпанная мелодия») — 1942, автор Хорнст фон Мёллендорф.
Действие происходит на цветочных лугах. Пчела случайно находит забытый патефон с пластинкой и начинает крутить жалом по нему, создавая музыку, записанную на пластинке. К патефону стекаются все насекомые и начинают танцевать под музыку. Прорисовка мультфильма отличается тем, что создаёт в некоторых моментах эффект 3D-графики.

### Der Schneemann

Снеговик сидит в холодильнике

Der Schneemann («Снеговик») — 1944, режиссёр Ханс Фишеркёзен, автор Хорнст фон Мёллендорф.
Главным героем становится снеговик, который мечтает увидеть лето. Для этого к началу весны он залезает в холодильник и впадает в спячку на несколько месяцев. Когда наступает лето, счастливый снеговик вылезает из холодильника и бегает по полям, в порыве радости под пылающим солнцем он тает, и на этом заканчивается история.

### Das Dumme Gänzlein

Мама-гусь с гусятами

Das Dumme Gänzlein («Глупый гусёнок») — 1945, режиссёр Ханс Фишеркёзен. Данный фильм является своеобразной пропагандой против «стиляжничества».
История начинается с Гусыни с её детьми, которых из города везут на ферму. Там Мать учит своих детей жизни, но одна маленькая гусёнок-девочка ленивая и занимается глупостями. Когда она подросла, она решила стать самой модной и вульгарной. Злобный лис хотел украсть кого-нибудь из фермы, и его выбор пал на молодую гусиху. Он нарядился в джентльмена и пригласил гусиху к себе в логово, та согласилась и когда пришла, то увидела, что лис держит взаперти других птиц. Гусиха убегает в панике, а лис начинает погоню. В то время птицы и звери побежали на помощь и захватили с собой ружьё. Звери прогоняют лиса, и молодая гусиха возвращается домой и после этого начинает слушаться маму и вести себя правильно.

### Реклама сигарет
Das blaue Wunder (Голубое чудо) — 1935 режиссёр Ханс Фишеркёзен. По сюжету из пачки выходит сигарета и начинает путешествовать по миру фантазий. Это реклама сигарет Muratti Drivat.
Schall und Rauch (Дым и зеркало) — 1935 режиссёр Ханс Фишеркёзен. Человек сидит на кресле, а дым от его сигареты приобретает вид танцующих балерин. Реклама сигарет Arision.

### Zwei Minuten von Bedeutung
Zwei Minuten von Bedeutung (Две минуты значения) — информация недоступна или не сохранилась.

## Остальные

### Armer Hansi
Armer Hansi (Бедный ханси) — 1943 год. Музыку к мультфильму написал Оскар Сала. Сюжет повествует о маленькой птичке, которая вырвалась из клетки на свободу и нашла свою любовь.